# 多角波沙介
多角波沙介（学名：Bosasella polyclada）为半花介科波沙介屬下的一个种。